# Rio Criva (Coşuştea)
O Rio Criva (Coşuştea) é um rio da Romênia, afluente do Coşuştea, localizado no distrito de Mehedinţi.